# Lista dos cem municípios mais populosos do Brasil (2010)

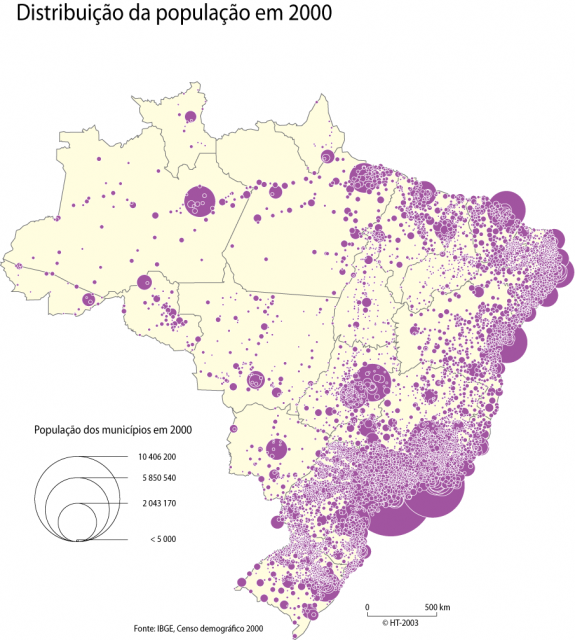
Distribuição populacional do Brasil.

Este anexo contém uma lista dos cem municípios mais populosos do Brasil segundo o censo de 2010 realizado pelo IBGE de 2010.
O Brasil é uma república federativa presidencialista localizada na América do Sul, formada pela união de 26 estados federados e por um distrito federal, divididos em 5 565 municípios. Além do território continental, o Brasil também possui alguns grandes grupos de ilhas no oceano Atlântico como os Penedos de São Pedro e São Paulo, Fernando de Noronha (distrito estadual de Pernambuco), Trindade e Martim Vaz, no Espírito Santo, e um complexo de pequenas ilhas e corais chamado Atol das Rocas (pertencente ao estado do Rio Grande do Norte).
Com 8,51 milhões de quilômetros quadrados de área, equivalente a 47% do território sul-americano, e com 190 732 694 habitantes, o país possui a quinta maior área territorial do planeta e o sexto maior contingente populacional do mundo.
A cidade mais populosa do Brasil é São Paulo, com mais de 11 milhões de habitantes. Em seguida, vêm Rio de Janeiro com mais de 6 milhões e Salvador com pouco mais de 2 milhões e 600 mil. A capital do país, Brasília, aparece em quarto lugar com pouco mais de 2 milhões e 500 mil.
Guarulhos, com mais de 1 200 000 é a cidade não-capital mais populosa do Brasil. Em contraste, Palmas, capital estadual do Tocantins, é a capital menos populosa, não está nem mesmo entre as cem cidades mais populosas, contando apenas 228 mil habitantes. O estado com mais presenças de cidades na lista é São Paulo, o mais populoso também em números absolutos e é nele que se localiza a maior cidade interiorana do país, Campinas, que conta com mais de 1 milhão de habitantes. Os dados que seguem estão em conformidade à lista publicada pelo Instituto Brasileiro de Geografia e Estatística (IBGE) em 2011, de acordo com o censo 2010. Abaixo, as capitais aparecerão em negrito.

## Municípios

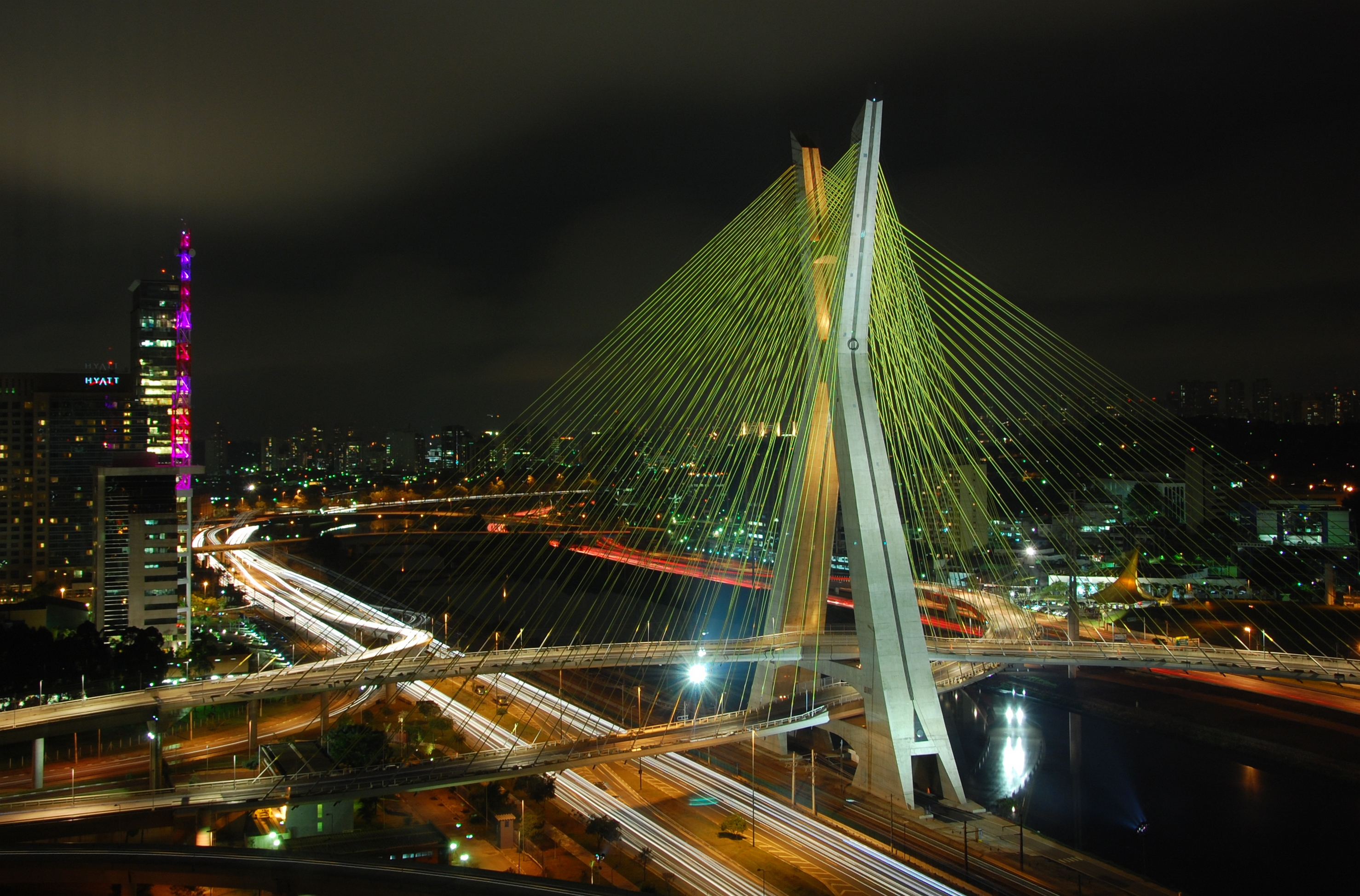
São Paulo, capital homônima do estado, é a cidade mais populosa do país.

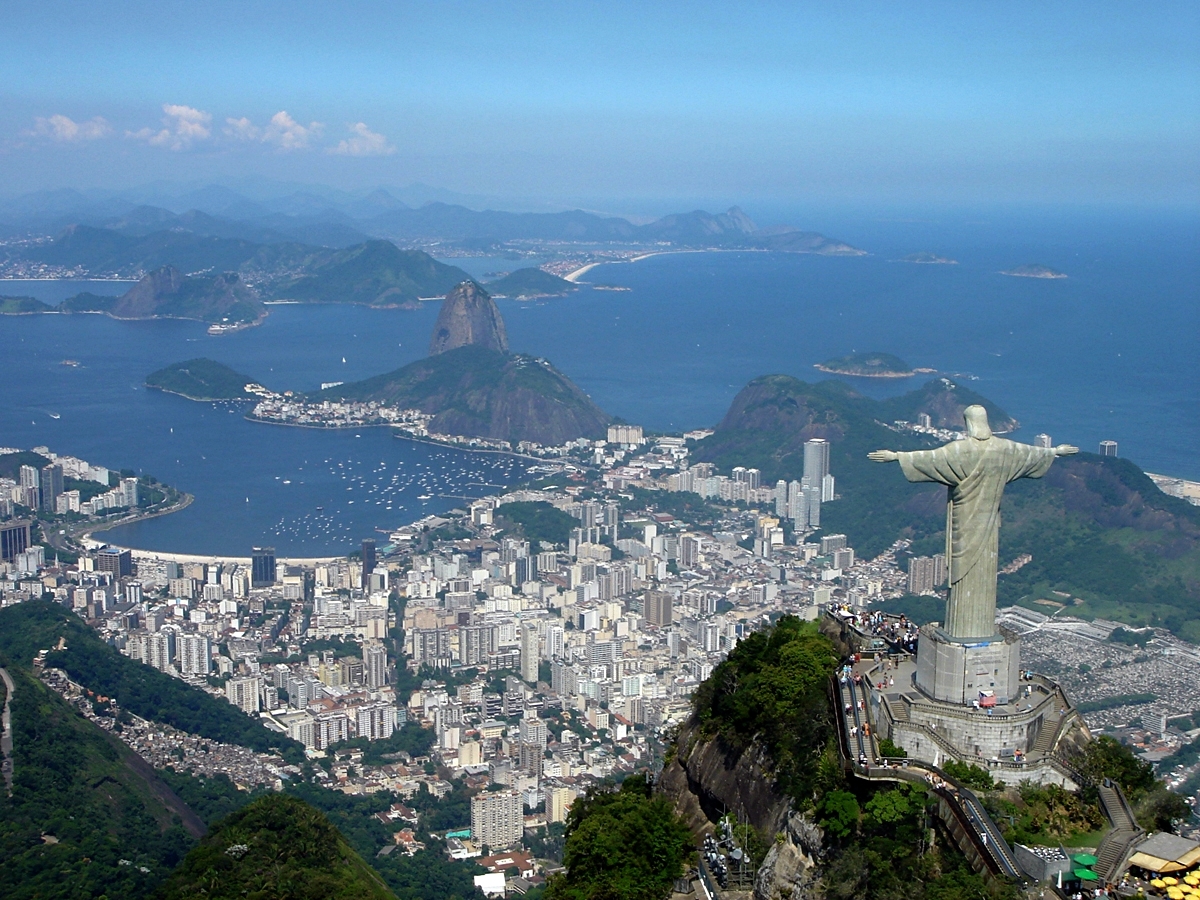
Rio de Janeiro, capital homônima do estado, é a segunda cidade mais populosa do país.

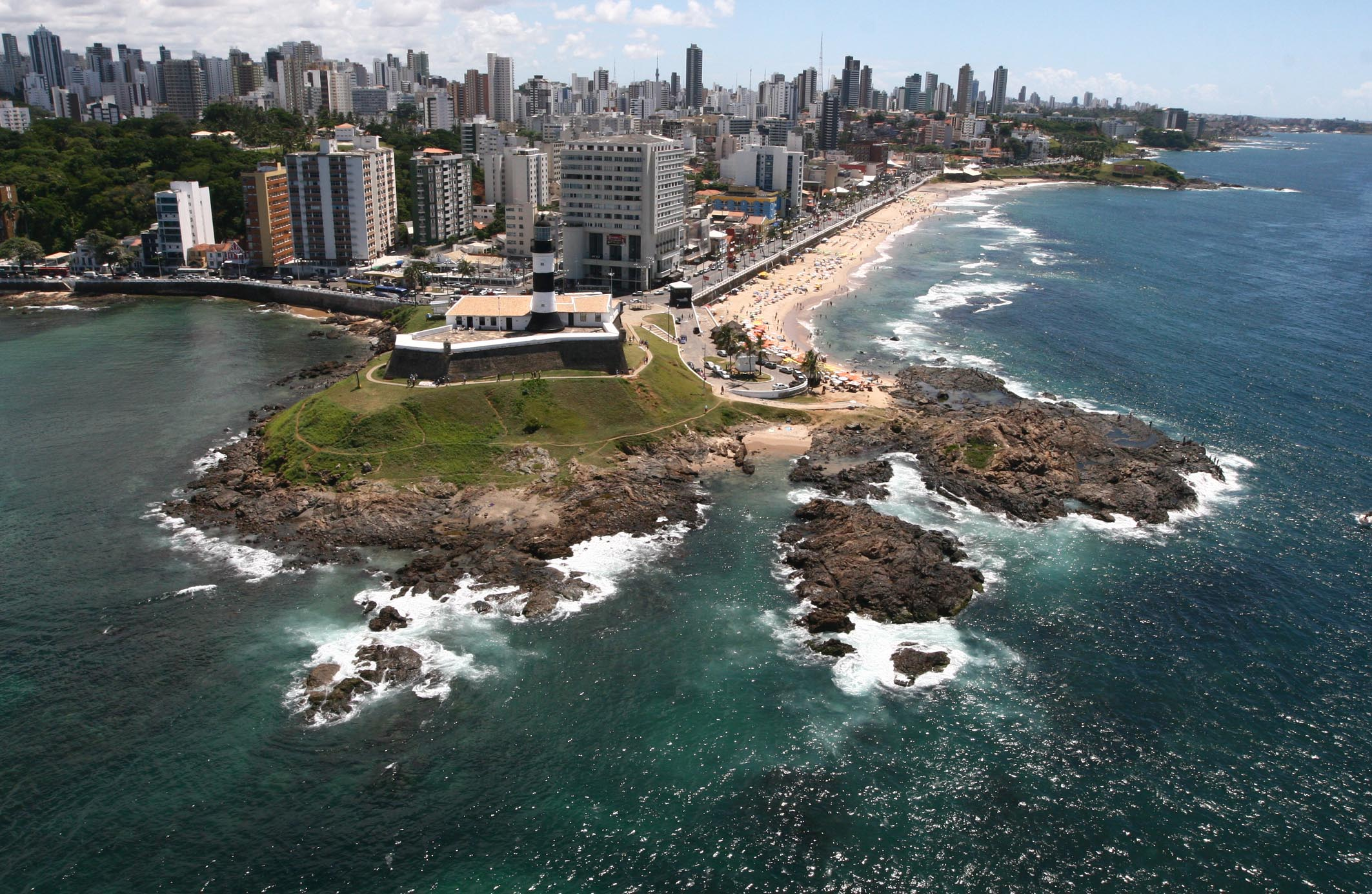
Salvador, capital da Bahia, é a cidade mais populosa da Região Nordeste do Brasil e a terceira do país.

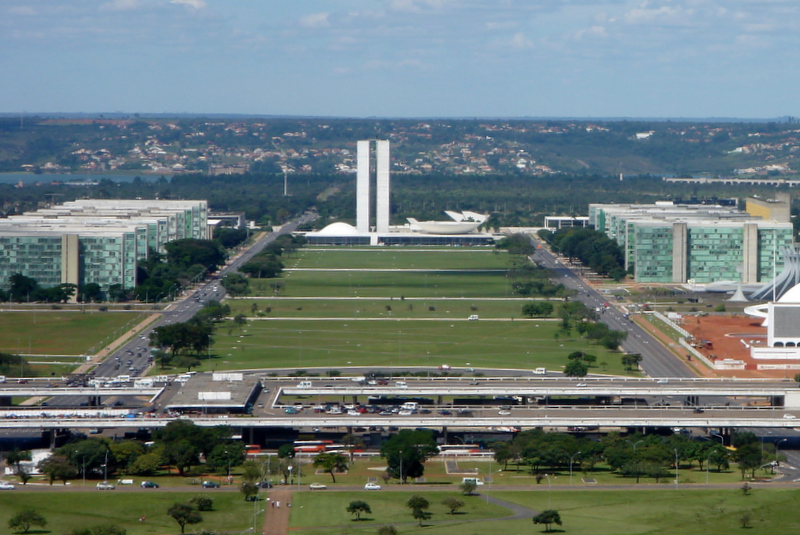
Brasília, capital do Brasil, é a quarta cidade mais populosa do país.

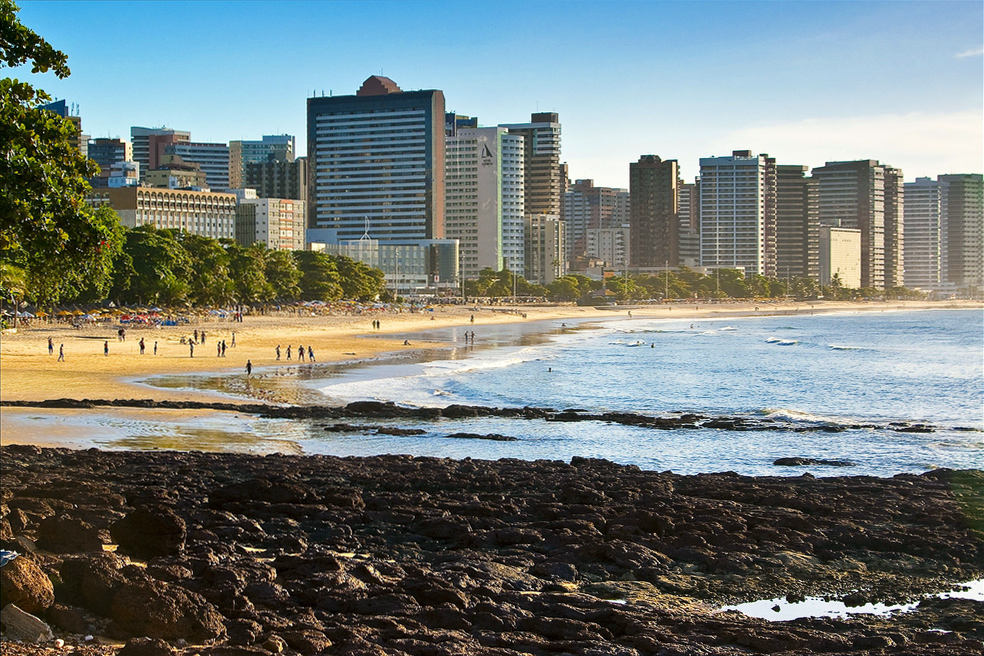
Fortaleza, capital do Ceará, é a segunda cidade mais populosa da Região Nordeste do Brasil e a quinta do país.

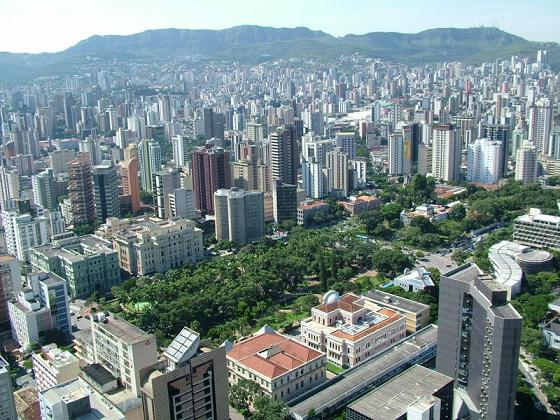
Belo Horizonte, capital de Minas Gerais, é a sexta cidade mais populosa do país.

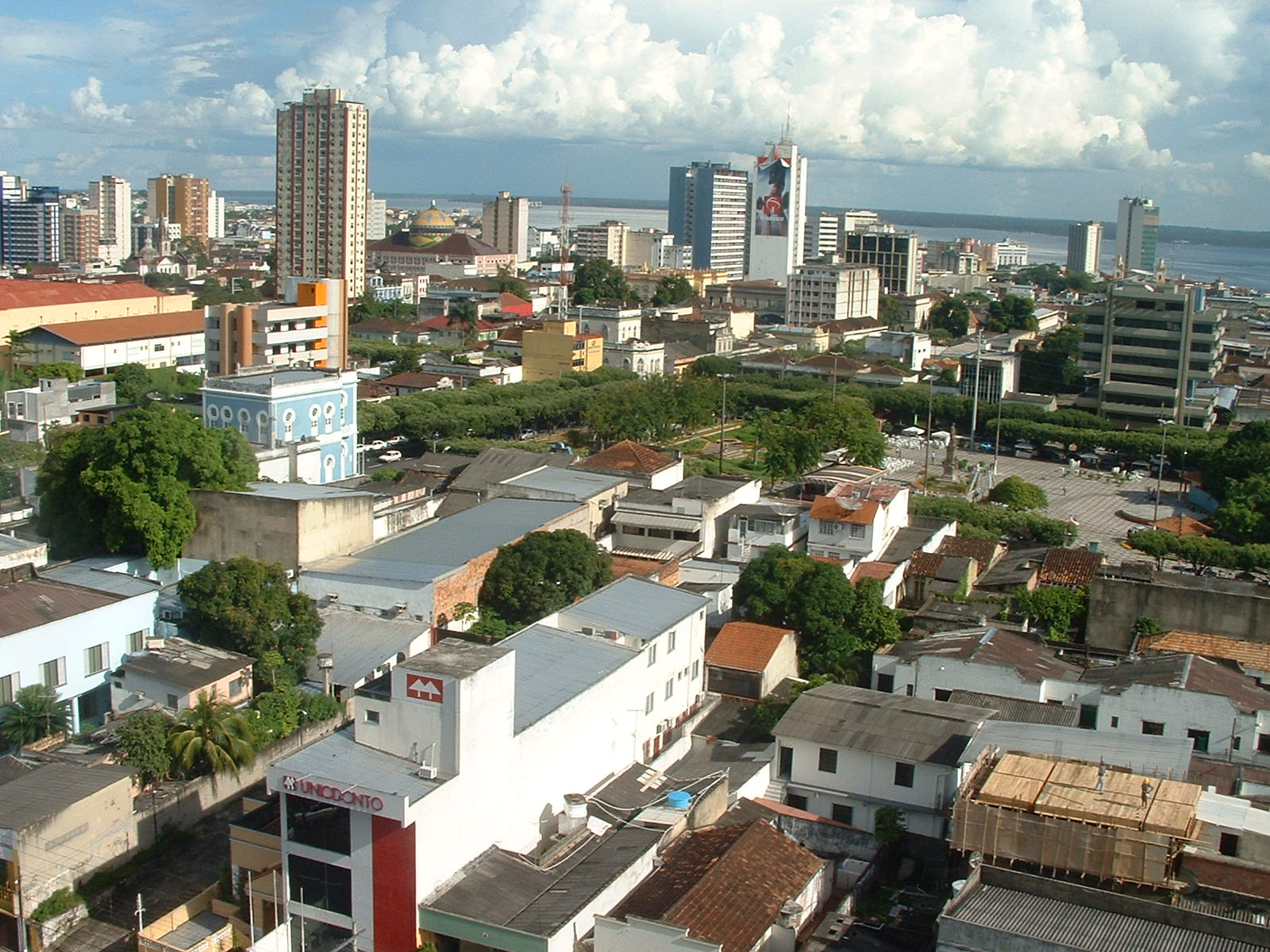
Manaus, capital do Amazonas, é a cidade mais populosa da Região Norte do Brasil e a sétima do país.

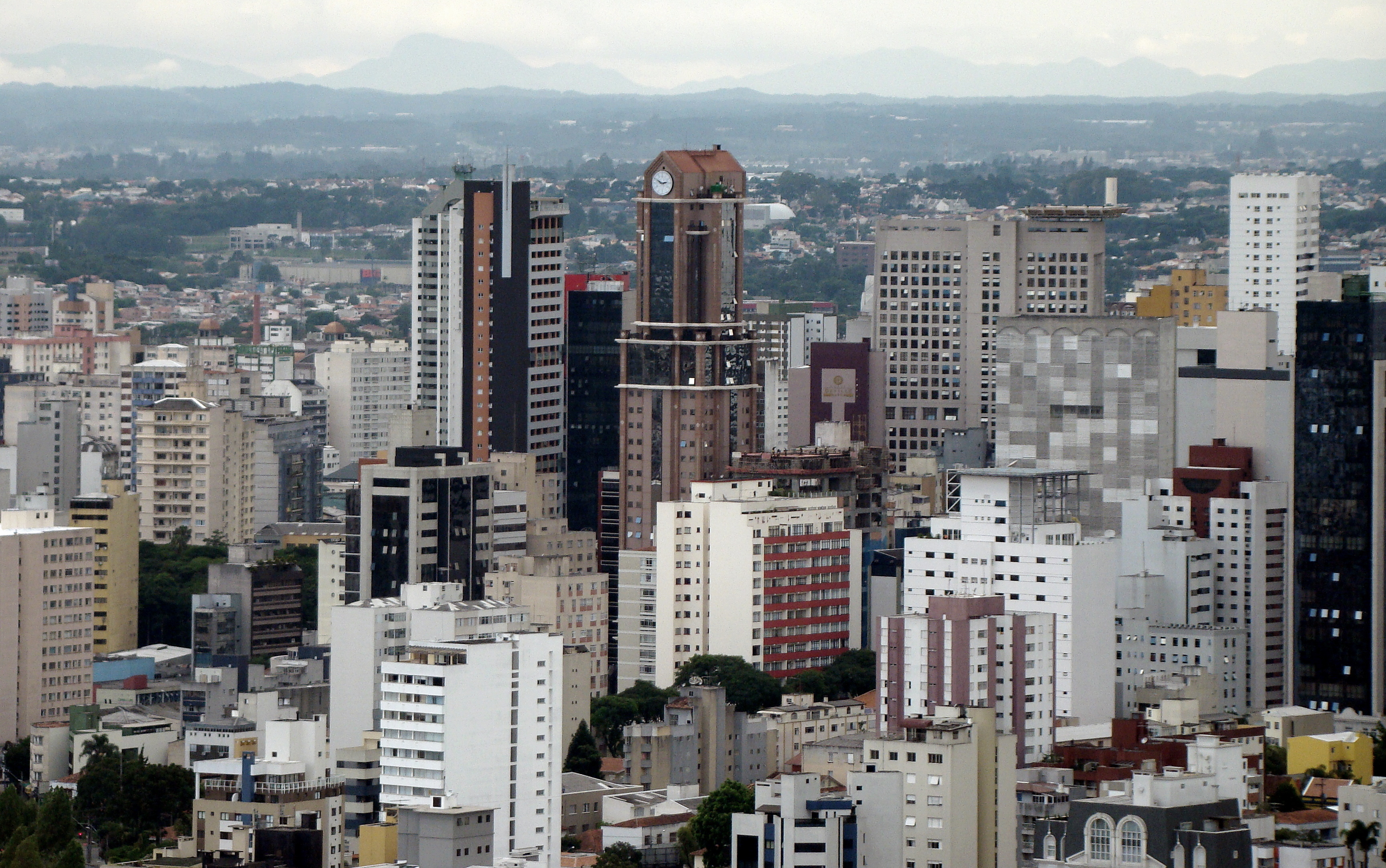
Curitiba, capital do Paraná, é a maior da Região Sul do Brasil e aparece em oitavo lugar entre as cidades mais populosas do país.

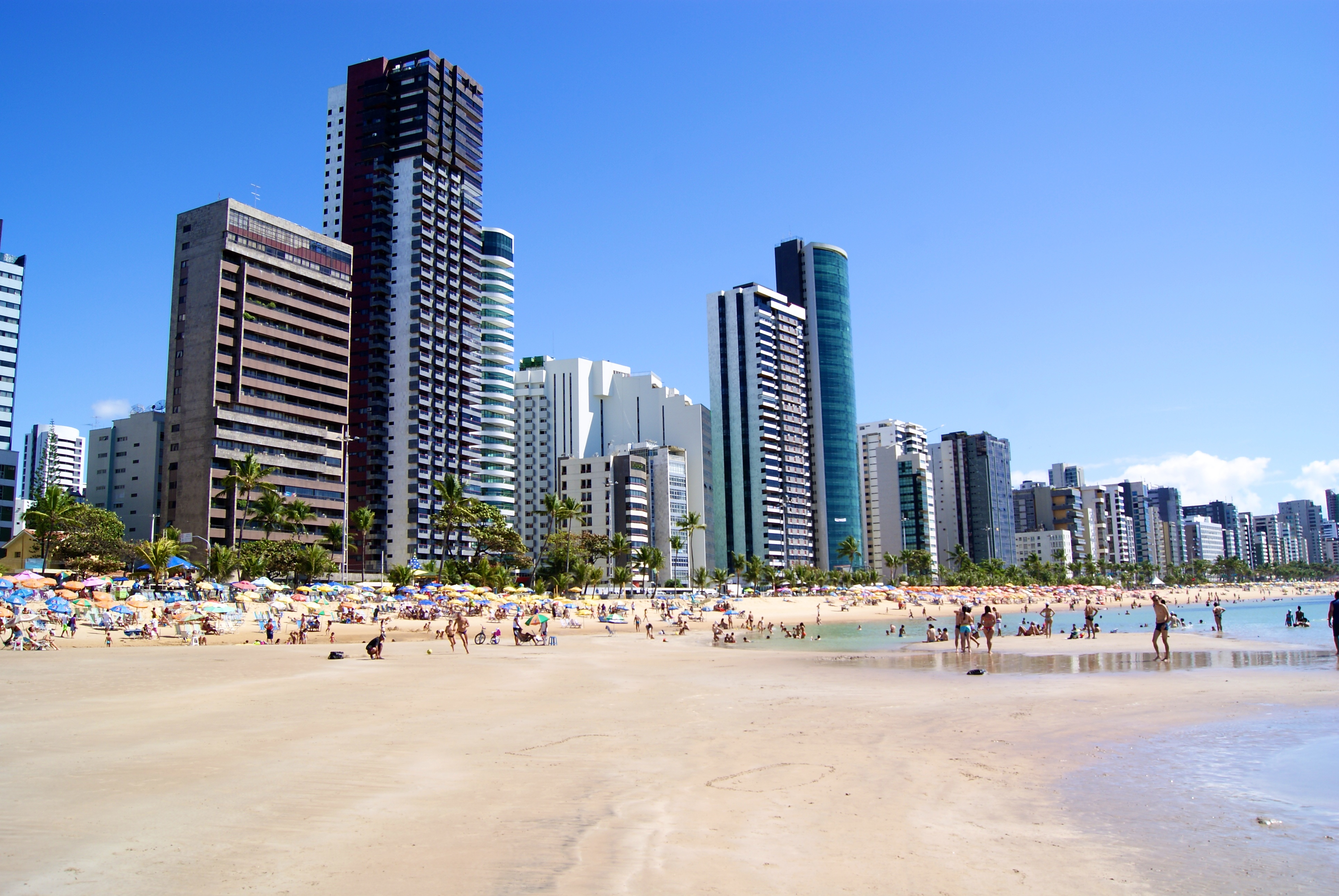
Recife, capital de Pernambuco, é a nona cidade brasileira com mais habitantes.

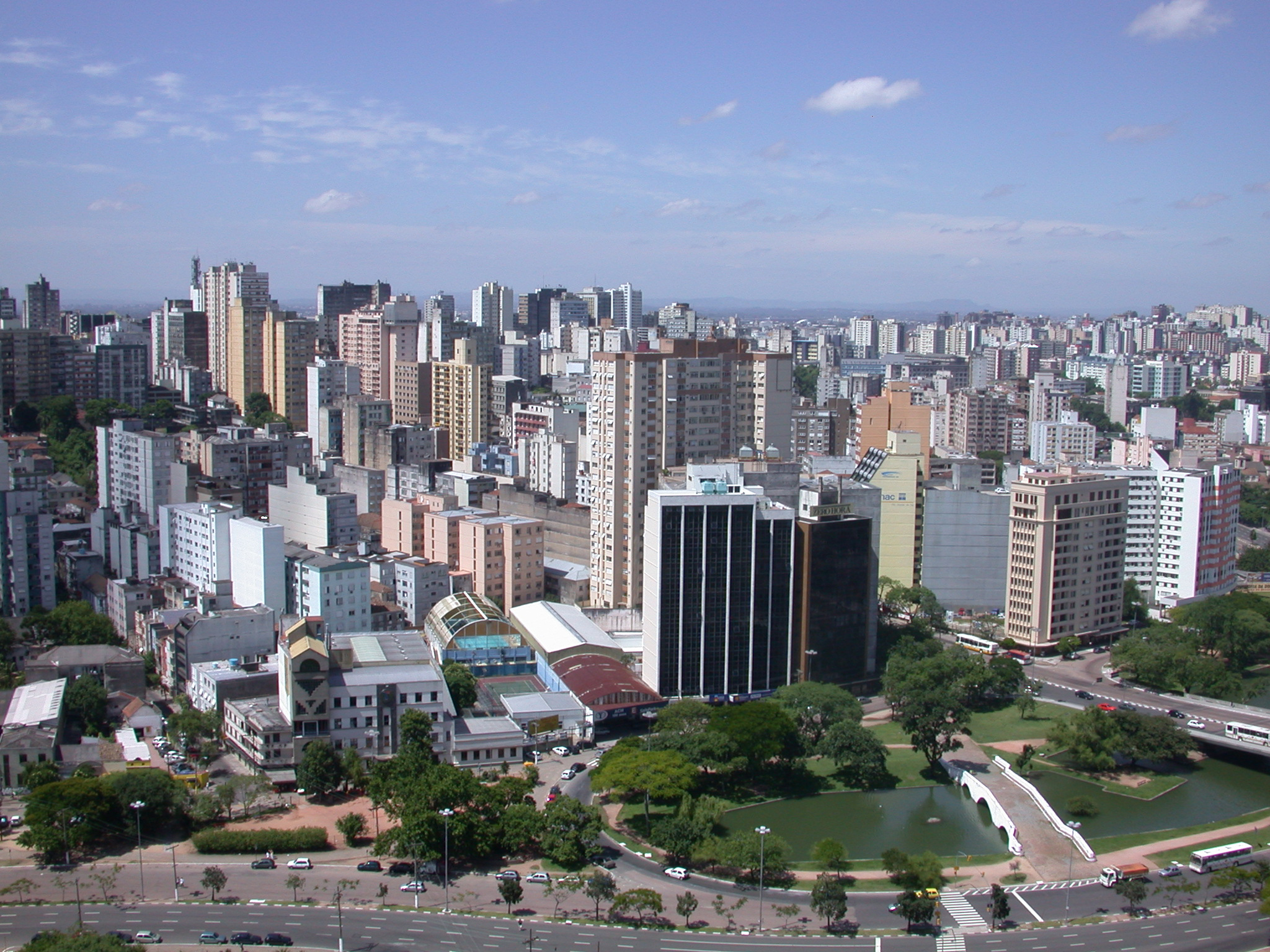
Porto Alegre, Rio Grande do Sul, é a segunda cidade mais populosa da região sul e a 10ª do país.

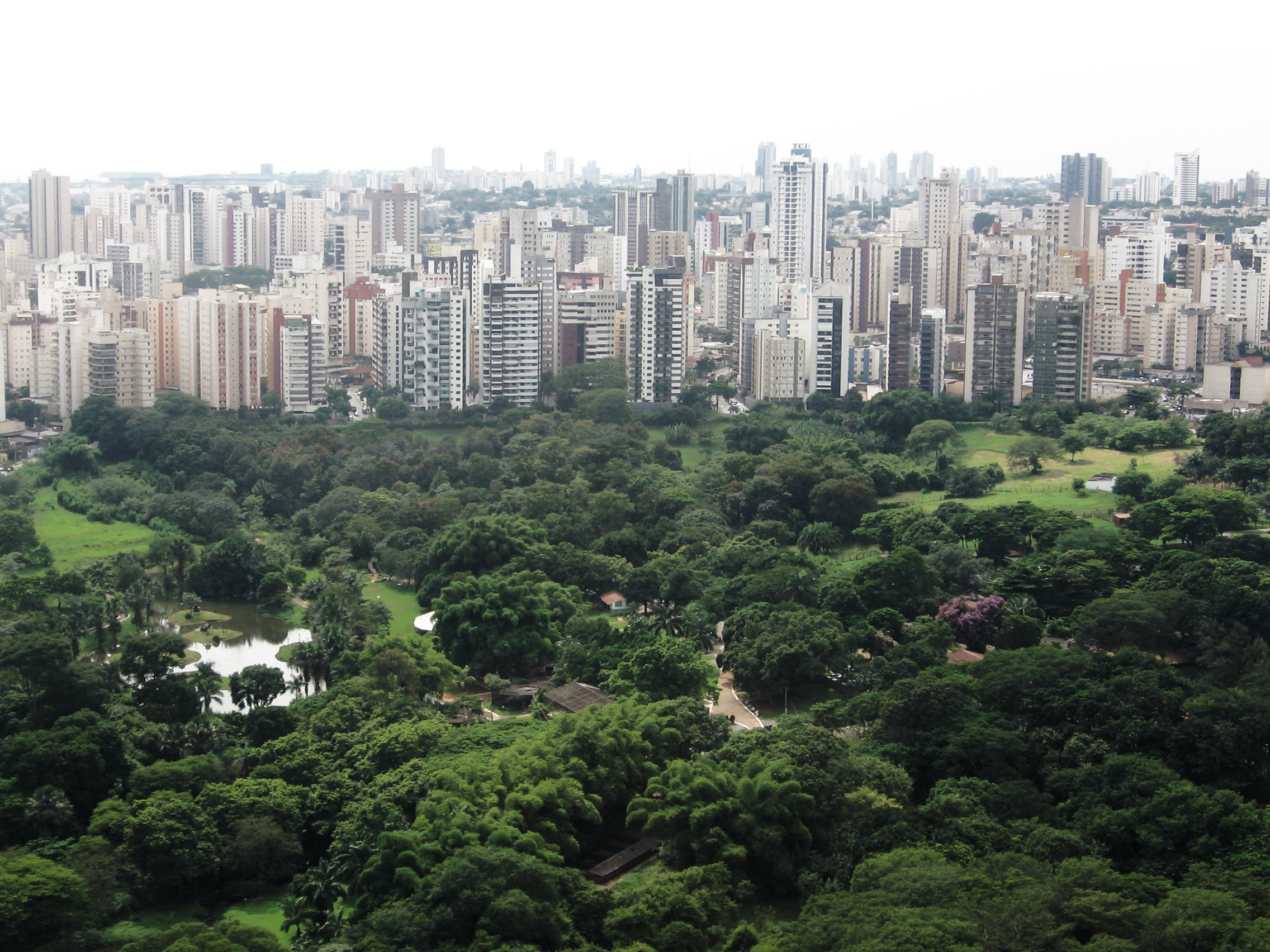
Goiânia, capital de Goiás, é a décima segunda cidade mais populosa do país.

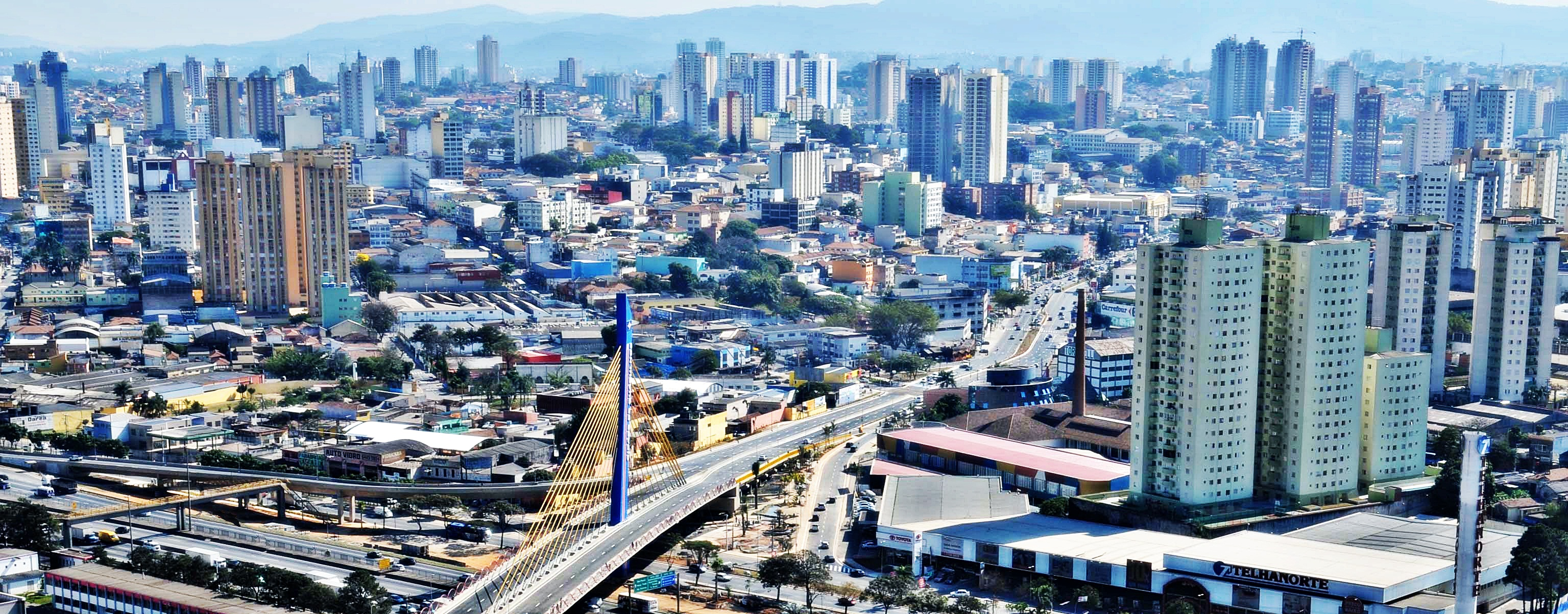
Guarulhos, segunda maior cidade do estado de São Paulo, é a cidade não capital mais populosa do Brasil, e ocupa a 13ª posição entre as cidades brasileiras mais populosas.

| Posição | Município               | Unidade federativa  | População  |
| ------- | ----------------------- | ------------------- | ---------- |
| 1       | São Paulo               | São Paulo           | 11 253 503 |
| 2       | Rio de Janeiro          | Rio de Janeiro      | 6 320 446  |
| 3       | Salvador                | Bahia               | 2 675 656  |
| 4       | Brasília                | Distrito Federal    | 2 570 160  |
| 5       | Fortaleza               | Ceará               | 2 452 185  |
| 6       | Belo Horizonte          | Minas Gerais        | 2 375 151  |
| 7       | Manaus                  | Amazonas            | 1 802 014  |
| 8       | Curitiba                | Paraná              | 1 751 907  |
| 9       | Recife                  | Pernambuco          | 1 537 704  |
| 10      | Porto Alegre            | Rio Grande do Sul   | 1 409 351  |
| 11      | Belém                   | Pará                | 1 393 399  |
| 12      | Goiânia                 | Goiás               | 1 302 001  |
| 13      | Guarulhos               | São Paulo           | 1 221 979  |
| 14      | Campinas                | São Paulo           | 1 080 113  |
| 15      | São Luís                | Maranhão            | 1 014 837  |
| 16      | São Gonçalo             | Rio de Janeiro      | 999 728    |
| 17      | Maceió                  | Alagoas             | 932 748    |
| 18      | Duque de Caxias         | Rio de Janeiro      | 855 048    |
| 19      | Teresina                | Piauí               | 814 230    |
| 20      | Natal                   | Rio Grande do Norte | 803 739    |
| 21      | Nova Iguaçu             | Rio de Janeiro      | 796 257    |
| 22      | Campo Grande            | Mato Grosso do Sul  | 786 797    |
| 23      | São Bernardo do Campo   | São Paulo           | 765 463    |
| 24      | João Pessoa             | Paraíba             | 723 515    |
| 25      | Santo André             | São Paulo           | 676 407    |
| 26      | Osasco                  | São Paulo           | 666 740    |
| 27      | Jaboatão dos Guararapes | Pernambuco          | 644 620    |
| 28      | São José dos Campos     | São Paulo           | 629 921    |
| 29      | Ribeirão Preto          | São Paulo           | 604 682    |
| 30      | Uberlândia              | Minas Gerais        | 604 013    |
| 31      | Contagem                | Minas Gerais        | 603 442    |
| 32      | Sorocaba                | São Paulo           | 586 625    |
| 33      | Aracaju                 | Sergipe             | 571 149    |
| 34      | Feira de Santana        | Bahia               | 556 642    |
| 35      | Cuiabá                  | Mato Grosso         | 551 098    |
| 36      | Juiz de Fora            | Minas Gerais        | 516 247    |
| 37      | Joinville               | Santa Catarina      | 515 288    |
| 38      | Londrina                | Paraná              | 506 701    |
| 39      | Niterói                 | Rio de Janeiro      | 487 562    |
| 40      | Ananindeua              | Pará                | 471 980    |
| 41      | Belford Roxo            | Rio de Janeiro      | 469 332    |
| 42      | Campos dos Goytacazes   | Rio de Janeiro      | 463 731    |
| 43      | São João de Meriti      | Rio de Janeiro      | 458 673    |
| 44      | Aparecida de Goiânia    | Goiás               | 455 657    |
| 45      | Caxias do Sul           | Rio Grande do Sul   | 435 564    |
| 46      | Porto Velho             | Rondônia            | 428 527    |
| 47      | Florianópolis           | Santa Catarina      | 421 240    |
| 48      | Santos                  | São Paulo           | 419 400    |
| 49      | Mauá                    | São Paulo           | 417 064    |
| 50      | Vila Velha              | Espírito Santo      | 414 586    |
| 51      | Serra                   | Espírito Santo      | 409 267    |
| 52      | São José do Rio Preto   | São Paulo           | 408 258    |
| 53      | Macapá                  | Amapá               | 398 204    |
| 54      | Mogi das Cruzes         | São Paulo           | 387 779    |
| 55      | Diadema                 | São Paulo           | 386 089    |
| 56      | Campina Grande          | Paraíba             | 385 213    |
| 57      | Betim                   | Minas Gerais        | 378 089    |
| 58      | Olinda                  | Pernambuco          | 377 779    |
| 59      | Jundiaí                 | São Paulo           | 370 126    |
| 60      | Carapicuíba             | São Paulo           | 369 584    |
| 61      | Piracicaba              | São Paulo           | 364 571    |
| 62      | Montes Claros           | Minas Gerais        | 361 915    |
| 63      | Maringá                 | Paraná              | 357 077    |
| 64      | Cariacica               | Espírito Santo      | 348 738    |
| 65      | Bauru                   | São Paulo           | 343 937    |
| 66      | Rio Branco              | Acre                | 336 038    |
| 67      | Anápolis                | Goiás               | 334 613    |
| 68      | São Vicente             | São Paulo           | 332 445    |
| 69      | Pelotas                 | Rio Grande do Sul   | 328 275    |
| 70      | Vitória                 | Espírito Santo      | 327 801    |
| 71      | Caucaia                 | Ceará               | 325 441    |
| 72      | Canoas                  | Rio Grande do Sul   | 323 827    |
| 73      | Itaquaquecetuba         | São Paulo           | 321 770    |
| 74      | Franca                  | São Paulo           | 318 640    |
| 75      | Caruaru                 | Pernambuco          | 314 912    |
| 76      | Ponta Grossa            | Paraná              | 311 611    |
| 77      | Blumenau                | Santa Catarina      | 309 011    |
| 78      | Vitória da Conquista    | Bahia               | 306 866    |
| 79      | Paulista                | Pernambuco          | 300 466    |
| 80      | Ribeirão das Neves      | Minas Gerais        | 298 317    |
| 81      | Uberaba                 | Minas Gerais        | 296 988    |
| 82      | Petrópolis              | Rio de Janeiro      | 295 917    |
| 83      | Santarém                | Pará                | 294 580    |
| 84      | Petrolina               | Pernambuco          | 293 962    |
| 85      | Guarujá                 | São Paulo           | 290 752    |
| 86      | Cascavel                | Paraná              | 286 205    |
| 87      | Boa Vista               | Roraima             | 284 313    |
| 88      | Taubaté                 | São Paulo           | 278 686    |
| 89      | Limeira                 | São Paulo           | 276 022    |
| 90      | São José dos Pinhais    | Paraná              | 264 210    |
| 91      | Governador Valadares    | Minas Gerais        | 263 689    |
| 92      | Suzano                  | São Paulo           | 262 480    |
| 93      | Praia Grande            | São Paulo           | 262 051    |
| 94      | Santa Maria             | Rio Grande do Sul   | 261 031    |
| 95      | Mossoró                 | Rio Grande do Norte | 259 815    |
| 96      | Volta Redonda           | Rio de Janeiro      | 257 803    |
| 97      | Foz do Iguaçu           | Paraná              | 256 088    |
| 98      | Gravataí                | Rio Grande do Sul   | 255 660    |
| 99      | Várzea Grande           | Mato Grosso         | 252 596    |
| 100     | Juazeiro do Norte       | Ceará               | 249 939    |